# Horní Předměstí (Znojmo)
Horní Předměstí (německy Obere Vorstadt) je bývalé předměstí ve Znojmě v Jihomoravském kraji. Pod názvem Znojmo Horní Předměstí se do roku 1952 také jednalo o samostatné katastrální území.

## Historie
V prostoru před znojemskými hradbami vzniklo ve středověku před Horní (Pražskou) bránou předměstské osídlení. Zástavba Horního Předměstí tvořila urbanistický celek v západní části dnešního náměstí Svobody a podél cesty na Prahu, tedy dnešní ulice Pražské po křižovatku s ulicí Přímětickou. Ve středověku zde byl založen městský špitál s kostelem svaté Alžběty. Nemocniční areál byl koncem 16. století zrušen; dále byl využíván pouze špitál na Dolním Předměstí, na jehož kostel svatého Bernardina přešlo zasvěcení ke svaté Alžbětě. Na počátku 18. století byl bývalý chrám na Horním Předměstí obnoven a nově zasvěcen svaté Kateřině. Zrušen byl v roce 1825, kdy byl přestavěn na byty. Později byl zcela zbořen. Rozsah předměstí se v 19. století zvětšoval, zástavba se rozšiřovala podél cesty na Prahu směrem k Mansberku, později v okolí předměstského jádra vznikla nová městská čtvrť. Na dnešním náměstí Svobody byla v roce 1888 postavena znojemská synagoga, zaniklá za druhé světové války. Ve druhé polovině 20. století byla severovýchodní část původního Horního Předměstí zbořena a nahrazena panelovými domy.
V roce 1952 byla provedena katastrální reforma Znojma a katastr Horního Předměstí byl začleněn do katastru města.

## Galerie

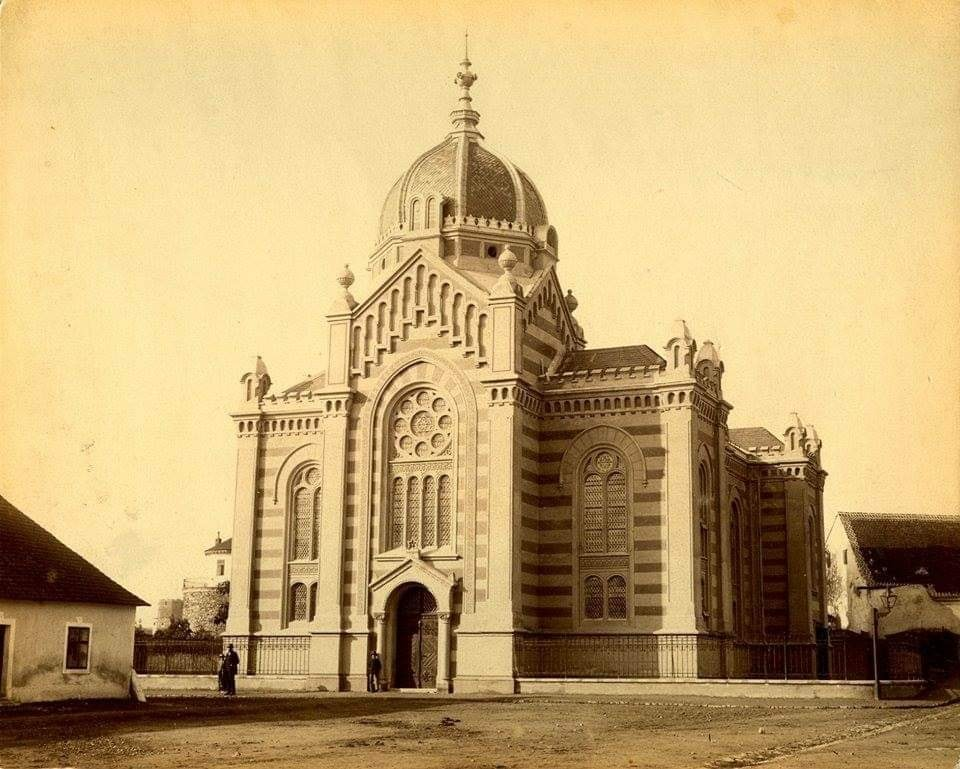
Znojemská synagoga na dnešním náměstí Svobody